# Agent spécial à Venise
Pour plus de détails, voir Fiche technique et Distribution.
Agent spécial à Venise (ou Voir Venise... et crever) est un film d'espionnage franco-italien-allemand réalisé par André Versini et sorti en 1964.

## Synopsis
Un homme à la recherche d'une personne disparue à Venise se retrouve impliqué dans un réseau d'espionnage.

## Fiche technique
- Titre italien : La spia che venne dall'ovest
- Titre anglais : Mission to Venice
- Autre titre : Voir Venise... et crever
- Réalisation : André Versini
- Scénario : Jacques Robert, André Versini d'après un roman de James Hadley Chase
- Production : Les Films Metzger et Woog, Les Films Marceau[1]
- Photographie : Michel Bouyer, André Germain
- Musique : Alain Goraguer
- Durée : 100 minutes
- Dates de sortie: 
  - 26 février 1964 (France)
  - 26 avril 1964 (Allemagne de l'Ouest)
- Affiche : Gilbert Allard (France)

## Distribution
- Sean Flynn : Michael Newman / Michel Nemours
- Madeleine Robinson : Marie Trégard
- Pierre Mondy : Paul Trégard
- Jacques Dufilho : César, majordome
- Hannes Messemer : Carl Natzka
- Karin Baal : Maria Natzka
- Daniel Emilfork : Mr. Coliso
- Margaret Hunt
- Jacques Monod : Colonel Vallier
- Gaston Woignez
- André Versini : Larry Devane